# Nó 7,3
Na teoria dos nós, o nó 7,3 é um dos sete nós primos com sete cruzamentos.
O nó 73 é inversível, mas não ambiquiral. Seu polinômio de Alexandre é:
{\displaystyle \Delta (t)=2t^{2}+2t^{-2}-3t-3t^{-1}+3}
seu polinômio de Conway é:
{\displaystyle \nabla (z)=2z^{4}+5z^{2}+1}
e o seu polinômio de Jones é:
{\displaystyle V(q)=-q^{9}+q^{8}-2q^{7}+3q^{6}-2q^{5}+2q^{4}-q^{3}+q^{2}}